# Pierre Meurin
Pour les articles homonymes, voir Meurin.
Ne doit pas être confondu avec Pierre Maurin.
Pierre Meurin, né le 30 novembre 1989 à Paris, est un homme politique français.
Membre du Rassemblement national depuis 2022, il est élu député dans la 4e circonscription du Gard lors des élections législatives de 2022 et réélu lors des élections législatives de 2024. Il siège au sein du groupe RN et est membre de la commission du Développement durable et de l'Aménagement du territoire de l'Assemblée nationale. Il est également président du groupe d'études parlementaire sur la sécurité routière. 

## Biographie
Fils d'un entrepreneur en charpente métallique, originaire des Yvelines, Pierre Meurin a deux frères et une sœur.
Il est titulaire d'un master en droit public. Il a milité à l'Union nationale inter-universitaire durant ses études, syndicat sous l'étiquette duquel il est élu au conseil d'administration de l'université de Versailles-Saint-Quentin-en-Yvelines entre 2008 et 2012.
Il adhère en 2008 au Mouvement pour la France. En 2009, il fait partie d'une cellule de jeunes militants politiques soutenant le polémiste Éric Zemmour, qui va jusqu'à investir un plateau de télévision pour huer le contradicteur de ce dernier.
De 2014 à 2018, il préside les Jeunes pour la France, affiliés au MPF.
En 2012, il est candidat à seulement 22 ans aux élections législatives dans la 12e circonscription des Yvelines, mais est battu dès le premier tour, finissant dernier avec 0,01 % des suffrages.
En 2015, il est nommé directeur de cabinet de Gérard Dézempte, maire DVD de Charvieu-Chavagneux, commune iséroise de l'est lyonnais,. En 2017, il figure en 5e position sur sa liste aux élections sénatoriales de 2017 dans l'Isère.
En 2019, il devient délégué des études de l'Institut des sciences sociales, économiques et politiques, fondé en 2018 par Marion Maréchal, puis quitte ce poste en 2021.
Après avoir organisé la pré-campagne présidentielle d'Éric Zemmour, il se retire à la suite d'un désaccord sur la ligne politique tenue par le polémiste. Il se rallie finalement à Marine Le Pen en août 2021.
Il est candidat pour le Rassemblement national aux élections législatives de 2022 dans la 4e circonscription du Gard. Il est élu député le 19 juin avec 54,16 % des suffrages exprimés, battant le candidat de la Nupes Arnaud Bord. Sa suppléante est Brigitte Roullaud.
Il est réélu en 2024, cette fois-ci avec Aurélie Delwarte comme suppléante.

### Vie privée
Époux d'une orthophoniste, il a trois enfants. Initialement établi dans la Loire, il s'installe en 2022 avec sa famille dans le Gard après son élection.

## Prises de position
Pierre Meurin se réclame du catholicisme social.
Il s'oppose à une proposition de loi d'Aymeric Caron (Nupes) visant à abolir la pratique de la corrida au nom du bien être animal, fustigeant à cette occasion une « extrême gauche » dont l'unique objectif est « de détruire méthodiquement nos traditions culturelles ».
Il réaffirme en 2023 son opposition au mariage entre personnes de même sexe.
Il milite en faveur de l’interdiction des zones à faibles émissions (ZFE).
Sur les éoliennes, il déclare y être opposé, du fait de leurs « nuisances », et déclare en 2023 que « ça détruit les paysages » et « ça vrille les yeux et le cerveau »,.